# Glos-la-Ferrière
Glos-la-Ferrière è un comune delegato di 567 abitanti del comune francese di La Ferté-en-Ouche, situato nel dipartimento dell'Orne nella regione della Normandia. Già comune autonomo, il 1º gennaio 2016 è stato accorpato agli altri comuni soppressi di Anceins, Bocquencé, Couvains, La Ferté-Frênel, Gauville, Heugon, Monnai, Saint-Nicolas-des-Laitiers e Villers-en-Ouche per costituire il nuovo comune.

## Società

### Evoluzione demografica
Abitanti censiti